# Cenkyeri, Soma
Cenkyeri là một thị trấn thuộc huyện Soma, tỉnh Manisa, Thổ Nhĩ Kỳ. Dân số thời điểm năm 2011 là 3.637 người.